# 中田町 (富山県)
中田町（なかだまち）は、富山県にかつて存在した町である。1966年2月10日、編入合併で高岡市の一部となった。現在は高岡市の南部に位置する中田地区。

## 歴史
- 863年 - 東大寺墾田図に「越中正六位移田神授従五位下」との記載がある。平安時代初頭、現在の移田八幡宮（いかだはちまんぐう）周辺に多くの人家があったと考えられている。
- 1183年5月 - 般若野の戦いが起きる。加賀より軍を進め般若野の地で兵を休めていた平軍の先遣隊平盛俊の軍を、5月9日明け方に木曾義仲の先遣隊今井兼平の軍が奇襲。平盛俊軍は戦況不利に陥り退却。5月10日、六動寺（現在の射水市六渡寺）に宿営していた木曾義仲軍は般若野の今井兼平軍に合流。5月11日の朝、倶利伽羅峠へ向かって般若野を出発した。
- 1200年 - 1500年頃 - 地区を東西に貫く中田通（なかだどおり）は古くより北陸道の主要道であり、中田地区はその宿場町として栄えていた。木曾義仲の他、承久の乱では北条朝時と結城朝広の軍勢、乱後の配流では順徳上皇の御一行、また、佐々成政攻めの際に豊臣秀吉の軍勢らが中田を通った。
- 1615年 - 加賀藩より宿送人足伝馬の御朱印が下り中田地区に駅が設置される。
- 1620年頃 - 江戸時代初期、常国（つねくに）に加賀藩の御旅屋が作られる（詳細創設年月不明）。
- 1755年頃 - 九斎市（毎月、3、6、9、13、16、19、23、26、29日に行われる市）が開催されていた。
- 1865年9月 - 加賀藩の御蔵である「中田御蔵」が造られた。庄下組45ヶ村のうち25ヶ村、及び般若組47ヶ村のうち31ヶ村が中田御蔵へ所管となった（中田御蔵の所在は新開川の東側、南は移田八幡宮に接する場所）。
- 1889年4月1日 - 礪波郡中田町、下麻生村、上麻生村の内及び下麻生村の内の区域をもって、礪波郡中田町が発足する。当時の面積は5.09 km2[2]。
- 1889年4月1日 - 礪波郡常国村、中野若杉新村、小泉新村、滝新村、島新村、下山田村、下山田新村、東保新村、今泉新村、滝村、今泉村、射水郡円池又新村の区域をもって、礪波郡般若野村が発足する。
- 1932年9月 - 町役場が建設される[3]。
- 1953年9月15日 - 庄川東部に位置していた中田町、般若野村、東般若村、栴檀野村、般若村、栴檀山村による町村合併促進協議会設立。
- 1954年4月1日 - 東礪波郡中田町及び般若野村が合併して、中田町が発足する。
- 1955年12月7日 - 町章が選定される。同年11月1日から12月5日まで応募し、計313人701枚（一般町民12人27枚、中田中学校中学生161人239人、その他富山県内14人34枚、富山県外126人401枚）から選定された[4]。
- 1966年
  - 2月8日 - 中田町の解町式[5]。
  - 2月10日 - 高岡市に編入する。

## 歴代町長
初代中田町時代
出典→
1. 吉田久兵衛（初代）（1889年7月22日 - 1893年7月21日、1893年7月24日 - 1897年7月24日、1897年7月25日 - 1901年10月24日、1901年12月3日 - 1905年11月25日、1905年12月16日 - 1909年12月13日、1909年12月28日 - 1913年12月27日、1913年12月28日 - 1917年12月27日、1918年1月8日 - 1919年10月25日）
2. 土倉朝治（1920年5月29日 - 1924年5月28日）
3. 若林与一郎（1924年7月3日 - 1928年6月30日）
4. 青江喜一郎（1928年7月1日 - 1929年1月14日、1929年1月17日 - 1932年10月18日）
5. 吉田儀作（1932年10月22日 - 1935年12月30日）
6. 土倉宗明（1936年7月18日 - 1937年4月7日）
7. 吉田儀作（1937年10月20日 - 1941年4月18日、1941年11月21日 - 1945年4月18日）
8. 吉田久兵衛（2代目）（1945年5月15日 - 1946年9月28日）
9. 酒井喜九郎（1947年4月18日 - 1951年4月15日、1951年4月24日 - 1954年3月31日）

2代目中田町時代
出典→
1. 今村政雄（1954年4月30日 - 1958年4月29日）
2. 田中省人（1958年4月30日 - 1962年4月29日）
3. 今村政雄（1962年4月30日 - 1966年2月9日）

## 現在の中田地区

### 地域の特色
中田地区は砺波平野の東北に位置し、東および北は射水市と接している。西には隣接する戸出地区の境界に庄川が流れている。南には中田地区と姉妹関係だった砺波市の庄東地区が連なっている。

### 地形による区分
中田地区は地形によって山地、河岸段丘、平地の3地域に分けられ、山地は「野上」（のじょう）、河岸段丘は「野役」（のえき）、平地は「野下」（のじた）と呼ばれている。野下では市街地・住宅団地部を除いて散居村の風景が広がっている。

### 新興住宅団地
新興住宅団地の開発もあり、地域人口は6,880人（平成18年度）と中田町の合併前より増えている。

### 般若野地区
現在「般若野」というと、狭義には旧般若野村の区域のみを指すが、広義には中田地区の全域と戸出地区の一部（北般若）に、前述した庄東地区の全域を含む砺波市の一部（南般若、東般若、般若、栴檀野、栴檀山）を加えた範囲を指す。

## 教育
- 高岡市立中田小学校
- 高岡市立中田中学校

## 交通

### 道路
主要地方道
- 富山県道9号富山戸出小矢部線
- 富山県道11号新湊庄川線

## 観光地
- 弓の清水（ゆみのしょうず） - 有名な名水のひとつ。
- 鳥羽の滝（とばのたき） - 「音羽の滝」（おとはのたき）とも呼ばれている。
- 中田かかし祭（なかだかかしまつり） - 毎年9月に行われる祭り。

## 出身著名人
- 橘清治郎（貴族院多額納税者議員）
- コンプレッサー（マジシャン、司会業）